# 入野海岸
入野海岸（いりのかいがん）は、高知県幡多郡黒潮町入野にある土佐湾に臨む海岸。

## 概要
別名「月見ヶ浜」と呼ばれる。

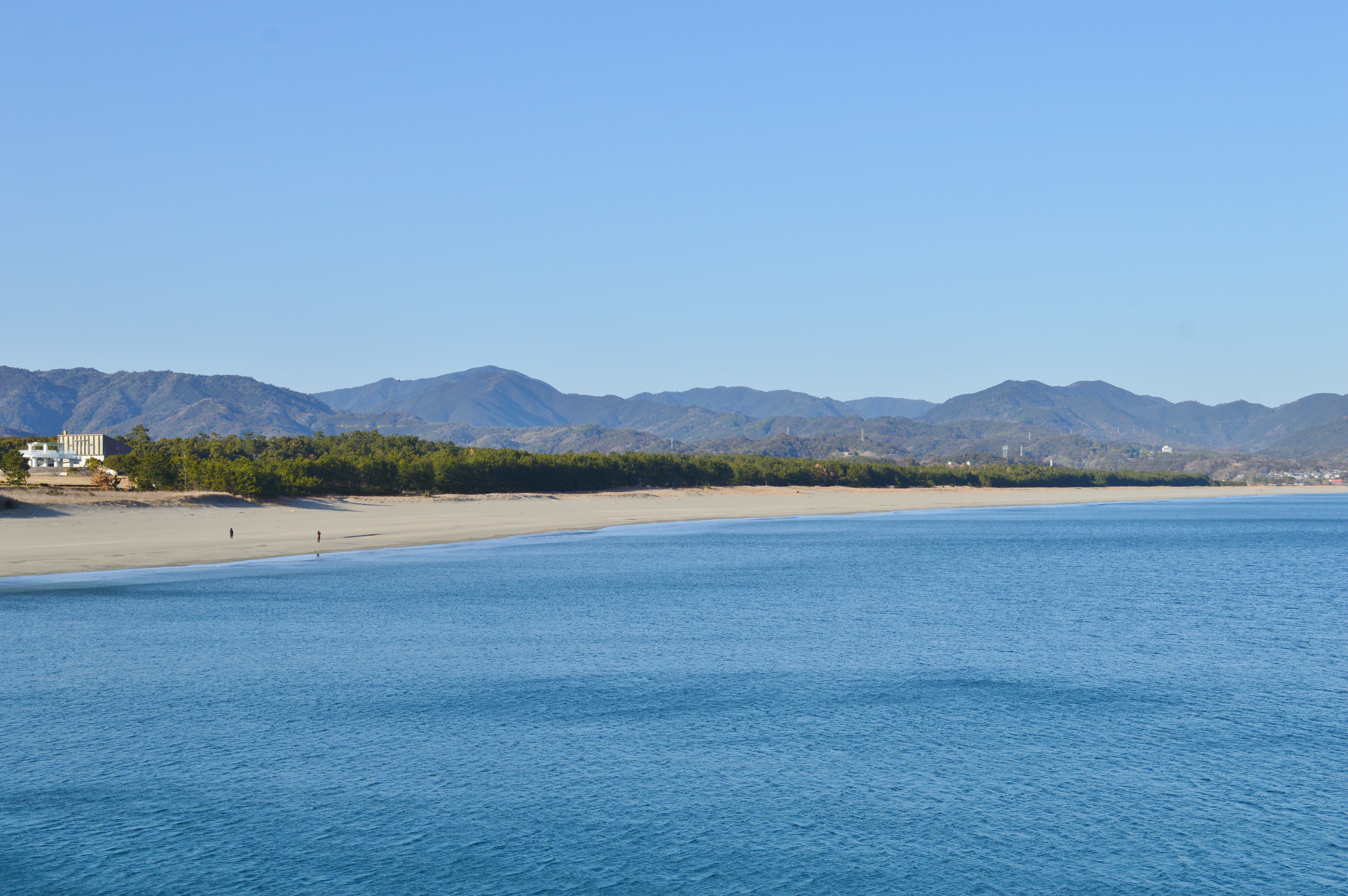
入野海岸に広がる入野松原

背後には樹齢300年を越すクロマツを主体とした混交林の入野松原が広がる。
この海岸を会場として砂浜Tシャツアート展などのイベントが開催されている。また高知のウユニ塩湖とも呼ばれる。
延長3キロメートルにおよぶ白砂青松の浜で、遠浅ではあるものの、離岸流のため海水浴には適さず遊泳禁止となっていたが、沖合いに海中堤防が建設され、2004年より一部で海水浴ができるようになった。
美しい白砂の浜の海岸で、1928年に入野松原とともに国の名勝に指定され、1996年には海の日制定記念による大日本水産会などが選定した「日本渚・100選」にも選ばれている。

## アクセス
- 土佐くろしお鉄道中村線土佐入野駅徒歩で約25分
- 四万十町中央インターチェンジ車で約50分
- 四国横断自動車道黒潮拳ノ川インターチェンジ車で約30分